# Lista siturilor arheologice din județul Sibiu - L
Lista siturilor arheologice din județul Sibiu - L conține toate siturile arheologice din județul Sibiu înscrise în Repertoriul Arheologic Național (RAN) și aflate în localități al căror nume începe cu litera L. RAN este administrat de Ministerul Culturii și Patrimoniului Național și cuprinde date științifice, cartografice, topografice, imagini și planuri, precum și orice alte informații privitoare la zonele cu potențial arheologic, studiate sau nu, încă existente sau dispărute.
Puteți căuta un sit din localitățile care încep cu litera L folosind formularul de mai jos sau puteți naviga prin toate siturile din județ la Lista siturilor arheologice din județul Sibiu.
| Cod RAN      | Denumire | Localitate                  | Adresă                    | Datare         | Descoperit | Coordonate | Imagine           | Erori            |
| ------------ | --- | --------------------------- | ------------------------- | -------------- | ---------- | ---------- | ----------------- | ---------------- |
| 144740.01.01 | Situl arheologic de la Laslea / ansamblu anonim (Categorie: locuire civilă) (Tip: Așezare)                                              | sat Laslea, comuna Laslea   |                           |                |            |            | Încărcați imagine | Raportați eroare |
| 144740.01.02 | Situl arheologic de la Laslea / ansamblu anonim (Categorie: locuire civilă) (Tip: Așezare rurală)                                       | sat Laslea, comuna Laslea   |                           |                |            |            | Încărcați imagine | Raportați eroare |
| 144802.01    | Obiecte din cupru de la Loamneș (Categorie: descoperire izolată) (Tip: obiect izolat)                                                   | sat Loamneș, comuna Loamneș |                           |                |            |            | Încărcați imagine | Raportați eroare |
| 144740.02.01 | Turnul bazilicii gotice de la Laslea / ansamblu anonim (Categorie: construcție defensivă) (Tip: Turn)                                   | sat Laslea, comuna Laslea   |                           | gotică sec. XV |            |            | Încărcați imagine | Raportați eroare |
| 144740.03.01 | Biserica de la Laslea / ansamblu anonim (Categorie: edificiu de cult) (Tip: Biserică)                                                   | sat Laslea, comuna Laslea   |                           | 1842           |            |            | Încărcați imagine | Raportați eroare |
| 144740.04.01 | Mormântul celtic de la Laslea - Spätzer Nach / ansamblu anonim (Categorie: decoperire funerară) (Tip: mormânt)                          | sat Laslea, comuna Laslea   | Spätzer Nach              | Celtică        | 1971       |            | Încărcați imagine | Raportați eroare |
| 144740.05.01 | Tezaur monetar la Laslea - Sub Unghi / ansamblu anonim (Categorie: descoperire monetară) (Tip: tezaur)                                  | sat Laslea, comuna Laslea   | Sub Unghi                 | romană         | 1968       |            | Încărcați imagine | Raportați eroare |
| 144740.06.01 | Așezarea de tip Coțofeni de la Laslea / ansamblu anonim (Categorie: locuire) (Tip: așezare)                                             | sat Laslea, comuna Laslea   |                           | Coțofeni       |            |            | Încărcați imagine | Raportați eroare |
| 144740.07.01 | Morminte de epoca bronzului de la Laslea - Cariera de Pietriș Laslea / ansamblu anonim (Categorie: descoperire funerară) (Tip: Cimitir) | sat Laslea, comuna Laslea   | Cariera de Pietriș Laslea |                | Anii 1960  |            | Încărcați imagine | Raportați eroare |
| 144740.08.01 | Fortificația de epoca bronzului de la Laslea - La Brazi / ansamblu anonim (Categorie: locuire) (Tip: Fortificație)                      | sat Laslea, comuna Laslea   | La Brazi                  | Coțofeni       | 1958       |            | Încărcați imagine | Raportați eroare |
| 144740.08.02 | Fortificația de epoca bronzului de la Laslea - La Brazi / ansamblu anonim (Categorie: locuire) (Tip: așezare)                           | sat Laslea, comuna Laslea   | La Brazi                  | Wietenberg     | 1958       |            | Încărcați imagine | Raportați eroare |
| 144875.01.01 | Biserica veche de la Ludoș / ansamblu anonim (Categorie: construcție de cult) (Tip: Biserică)                                           | sat Ludoș, comuna Ludoș     |                           | sec. XIII      |            |            | Încărcați imagine | Raportați eroare |